# Enblomstret fladbælg
Enblomstret fladbælg (Lathyrus sphaericus) er en planteart af slægten fladbælg, også kendt som Lathyrus. Den er hjemmehørende i Eurasien og store dele af Afrika, og er også kendt på andre kontinenter som en indført art. Den vokser på solåbne, kystnære overdrev og sydvendte klinter. Den er enårig urt der har en firkantet stængel med lancetformede blade med småblade og slyngtråde. Blomsterstanden består af en ærteblomst på en stilk, der er en eller to centimeter lang og ender i et børstehår. Blomsten er omtrent en centimeter lang og dyb orange-rød eller mat rød i farven. Frugten er en hårløs 30-70 mm lang Bælgfrugt markeret med langsgående striber.
Arten er sjælden i Danmark, og den er regnet som en truet art på den danske rødliste.